# Liste des monuments historiques de Donnemarie-Dontilly
Ces tableaux présentent la liste des monuments historiques immobiliers et mobiliers classés ou inscrits, dans la commune de Donnemarie-Dontilly, Seine-et-Marne, en France.

## Immobiliers
Selon la base Mérimée, il y a 3 monuments historiques à Donnemarie-Dontilly .
| Monument                                                                  | Adresse | Coordonnées                      | Notice         | Protection  | Date         | Illustration                                                             |
| ------------------------------------------------------------------------- | ------- | -------------------------------- | -------------- | ----------- | ------------ | ------------------------------------------------------------------------ |
| Église Notre-Dame-de-la-Nativité de Donnemarie-en-Montois église, cloître |         | 48° 28′ 44″ nord, 3° 07′ 57″ est | « PA00086929 » | Classée MH  | 1846 et 1921 | Église Notre-Dame-de-la-Nativité de Donnemarie-en-Montoiséglise, cloître |
| Église Saint-Pierre-et-Saint-Paul de Dontilly                             |         | 48° 28′ 31″ nord, 3° 07′ 41″ est | « PA00086930 » | Classée MH  | 1930         | Église Saint-Pierre-et-Saint-Paul de Dontilly                            |
| Ancien Four à chaux de Donnemarie-en-Montois                              |         | 48° 29′ 01″ nord, 3° 08′ 19″ est | « PA00086931 » | Inscrite MH | 1931         | Ancien Four à chaux de Donnemarie-en-Montois                             |

## Mobilier
Selon la base Palissy, il y a 21 objets MH à Donnemarie-Dontilly répartis dans 3 édifices.
| Monument historique                                                | Localisation                                              | Protection | Date de la protection | Référence            | Photo |
| ------------------------------------------------------------------ | --------------------------------------------------------- | ---------- | --------------------- | -------------------- | ----- |
| Tableau : Saint Pierre et Saint Paul                               | Église Notre-Dame-de-la-Nativité de Donnemarie-en-Montois | Classé     | 1955                  | Notice no PM77000570 |       |
| Tableau : La Descente de croix                                     | Église Notre-Dame-de-la-Nativité de Donnemarie-en-Montois | Classé     | 1908                  | Notice no PM77000567 |       |
| Cloche                                                             | Église Notre-Dame-de-la-Nativité de Donnemarie-en-Montois | Classé     | 1942                  | Notice no PM77000568 |       |
| 8 panneaux de verrière : Scènes du Jugement dernier                | Église Notre-Dame-de-la-Nativité de Donnemarie-en-Montois | Classé     | 1946                  | Notice no PM77002182 |       |
| Groupe sculpté : Education de la Vierge par sainte Anne            | Église Notre-Dame-de-la-Nativité de Donnemarie-en-Montois | Inscrit    | 1979                  | Notice no PM77003304 |       |
| Tableau : Vierge tenant l'Enfant Jésus dans ses bras               | Église Notre-Dame-de-la-Nativité de Donnemarie-en-Montois | Inscrit    | 1979                  | Notice no PM77003308 |       |
| Tableau : Annonciation                                             | Église Notre-Dame-de-la-Nativité de Donnemarie-en-Montois | Inscrit    | 1979                  | Notice no PM77003305 |       |
| Statue : Christ en croix                                           | Église Notre-Dame-de-la-Nativité de Donnemarie-en-Montois | Inscrit    | 1986                  | Notice no PM77004556 |       |
| Tableau : Madeleine                                                | Église Notre-Dame-de-la-Nativité de Donnemarie-en-Montois | Inscrit    | 1986                  | Notice no PM77004557 |       |
| Tableau : Saint Jean-Baptiste assis                                | Église Notre-Dame-de-la-Nativité de Donnemarie-en-Montois | Inscrit    | 1979                  | Notice no PM77003307 |       |
| Tableau : Saint François tenant un crucifix                        | Église Notre-Dame-de-la-Nativité de Donnemarie-en-Montois | Inscrit    | 1979                  | Notice no PM77003306 |       |
| Clôtures du chœur et des collatéraux nord et sud (grilles)         | Église Notre-Dame-de-la-Nativité de Donnemarie-en-Montois | Classé     | 1987                  | Notice no PM77000573 |       |
| Lutrin                                                             | Église Notre-Dame-de-la-Nativité de Donnemarie-en-Montois | Classé     | 1995                  | Notice no PM77002134 |       |
| Deux crédences                                                     | Église Notre-Dame-de-la-Nativité de Donnemarie-en-Montois | Classé     | 1955                  | Notice no PM77000569 |       |
| Tableau : La Nativité                                              | Église Notre-Dame-de-la-Nativité de Donnemarie-en-Montois | Classé     | 1955                  | Notice no PM77000571 |       |
| Tableau : Vierge à l'Enfant avec saint Jean-Baptiste               | Église Notre-Dame-de-la-Nativité de Donnemarie-en-Montois | Inscrit    | 1986                  | Notice no PM77004558 |       |
| Tableau : Circoncision                                             | Mairie                                                    | Inscrit    | 1985                  | Notice no PM77004465 |       |
| Cinq statues : Apôtres                                             | Mairie                                                    | Inscrit    | 1985                  | Notice no PM77004466 |       |
| Confessionnal                                                      | Église Saint-Pierre-et-Saint-Paul de Dontilly             | Inscrit    | 1979                  | Notice no PM77003303 |       |
| Clôture de chœur (grille), chaire à prêcher, lambris de revêtement | Église Saint-Pierre-et-Saint-Paul de Dontilly             | Classé     | 1980                  | Notice no PM77000572 |       |
| Vingt-six bancs de fidèles                                         | Église Saint-Pierre-et-Saint-Paul de Dontilly             | Inscrit    | 1979                  | Notice no PM77003302 |       |